# NGC 949
NGC 949 este o galaxie spirală situată în constelația Triunghiul. A fost descoperită în 21 septembrie 1786 de către William Herschel. Se află la o distanță de 10,28 megaparseci de Pământ.